# Тшикоси
Тшикоси (пол. Trzykosy) — село в Польщі, у гміні Копшивниця Сандомирського повіту Свентокшиського воєводства.
Населення — 254 особи (2011).
У 1975-1998 роках село належало до Тарнобжезького воєводства.

## Демографія
Демографічна структура на день 31 березня 2011 року:
|          | Загалом | Допрацездатний вік | Працездатний вік | Постпрацездатний вік |
| -------- | ------- | ------------------ | ---------------- | -------------------- |
| Чоловіки | 132     | 31                 | 88               | 13                   |
| Жінки    | 122     | 20                 | 77               | 25                   |
| Разом    | 254     | 51                 | 165              | 38                   |